# Чайна-таун (Лондон)
Ло́ндонський Ча́йна-та́ун — поселення китайців у Лондоні. У різний час словом чайна-таун позначали різні квартали в межах міста, на кінець 2010-х чайна-таун зосереджений в околицях Джеррард-стріт у розважальному кварталі Сохо.

## Історія
Перший лондонський Чайна-таун був розташований у районі лондонських доків Лаймхаус в робочому Іст-Енді. На початку XX століття китайське населення Лондона було сконцентровано у портовому районі, оскільки основним видом заробітку вважалося обслуговування прибуваючих в Доклендс китайських моряків. Цей район мав погану репутацію, тут торгували опіумом, а жителі оселялися у нетрах. Велика частина кварталу була зруйнована під час Лондонського бліцу в період Другої світової війни, однак деякі літні китайці проживають на цьому місці й зараз.

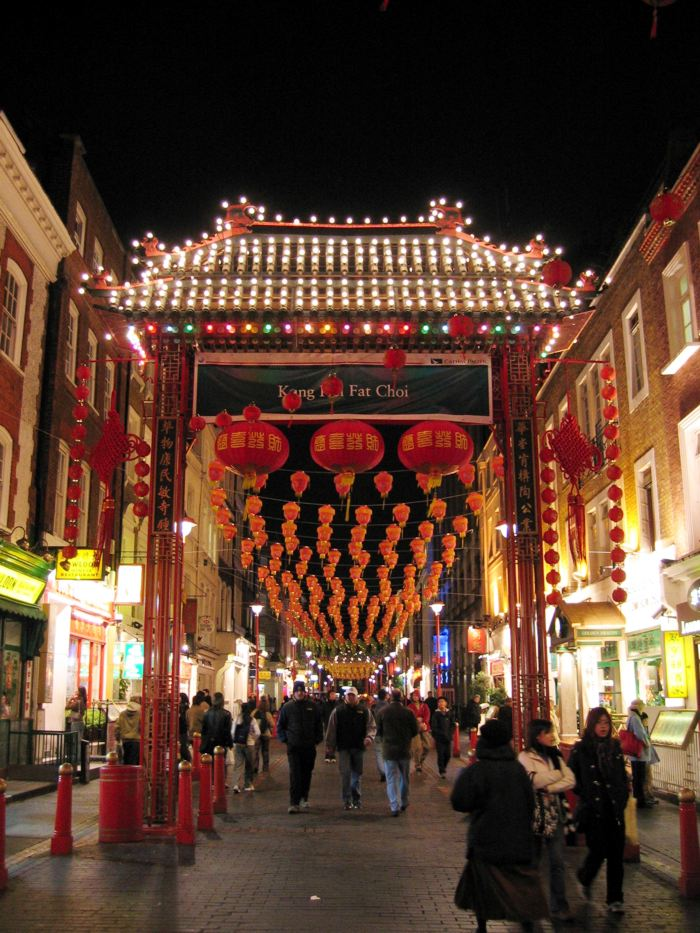
Святкування китайського Нового року в лондонському Чайна-тауні

Після закінчення Другої світової війни завдяки збільшеній популярності китайської кухні і напливу іммігрантів з Гонконгу стали один за одним з'являтися китайські ресторани. Сучасний лондонський Чайна-таун у Вест-Енді зародився в 1970-х роках. До того часу цей район відносився до Сохо та був зайнятий кав'ярнями, ресторанами з різноманітними кухнями та супермаркетами. Їх поступово витіснили китайські крамнички і ресторани.

## Зараз

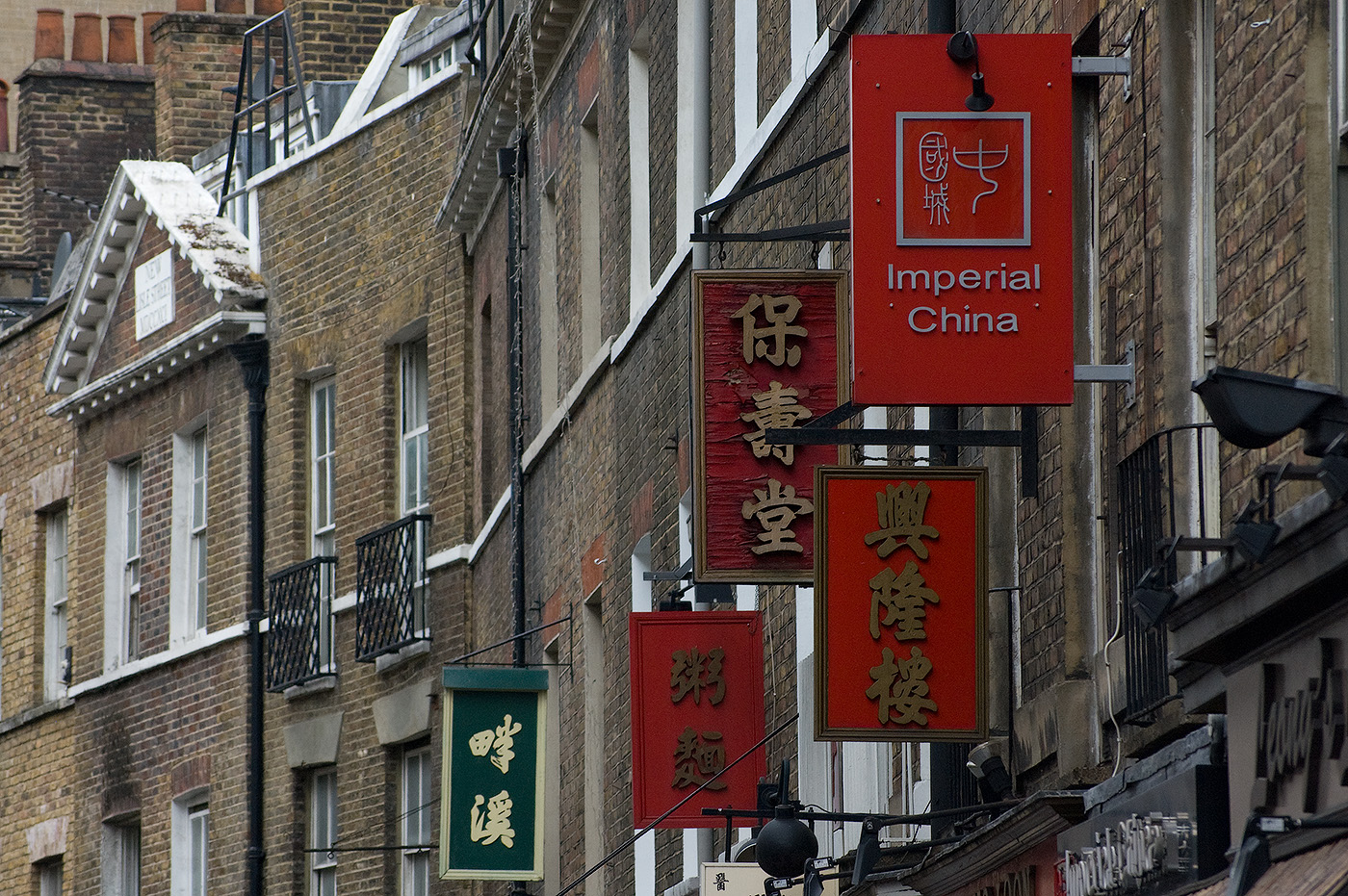
Магазинні вивіски

Китайське населення в першу чергу працює в Чайна-тауні, однак тут є і житлові комплекси. Основний прибуток в Чайна-тауні приносить ресторанний бізнес, а також торгівля продуктами харчування, сувенірами, китайськими ліками та пресою. Вивіски ресторанів і магазинів, також як і вуличні таблички, продубльовані ієрогліфами.
Щорічно в Чайна-тауні проходить церемонія святкування китайського Нового року.

## Населення
Великий житловий комплекс, в якому проживає китайське населення Лондона, був побудований в 1980-х і названий Vale Royal House. Під комплексом знаходиться велика автомобільна стоянка.
У Чайна-тауні проживає велика кількість нелегальних робітників, які отримують зарплату нижче встановленого законом окладу. Деякі представники китайської діаспори в Лондоні імовірно пов'язані зі злочинною організацією Тріада.